# Mark Blount
Mark D. Blount (Yonkers, New York, 30. studenoga 1975.) američki je profesionalni košarkaš. Igra na položaju centra, a trenutačno je slobodan igrač. Seattle SuperSonics izabrao ga je u 2. krugu (54. ukupno) NBA drafta 1997. godine.

## NBA karijera
Seattle SuperSonics izabrao ga je u 2. krugu (54. ukupno) NBA drafta 1997. godine. Međutim nije odmah došao u NBA ligu nego je tri sezone igrao za brojne klubove u razvojnim ligama. Dne 1. kolovoza 2000. pozvan je u NBA ligu te je potpisao za Boston Celtics. U svojoj rookie sezoni predvodio je Celticse s ukupno 76 blokada, najviše nakon 1981. godine i Kevina McHalea. U sezoni 2003./04. Blount je odigrao sjajno te je prosječno postizao 10,3 poena, 7,2 skokova i 1,29 blokada za 29,3 minuta po utakmici. Dne 13. kolovoza 2009. Blount je pošao u Minnesota Timberwolves u zamjenu za Quentina Richardsona, ali je nakon nekoliko mjeseci otpušten iz kluba.

## NBA statistika

### Regularni dio
| Godina    | Klub      | Odig. uta. | Uta. poč. | Min. | 2P%  | 3P%  | Sl. bac.% | Skok. | Asist. | Ukr. lop. | Blok. | Poena |
| --------- | --------- | ---------- | --------- | ---- | ---- | ---- | --------- | ----- | ------ | --------- | ----- | ----- |
| 2000./01. | Boston    | 64         | 50        | 17.2 | .505 | .000 | .697      | 3.6   | .5     | .6        | 1.2   | 3.9   |
| 2001./02. | Boston    | 44         | 0         | 9.4  | .421 | .000 | .811      | 1.9   | .2     | .4        | .4    | 2.1   |
| 2002./03. | Denver    | 54         | 24        | 16.4 | .393 | .000 | .717      | 3.4   | .6     | .4        | .9    | 5.2   |
| 2002./03. | Boston    | 27         | 7         | 19.2 | .563 | .000 | .750      | 4.6   | .8     | .7        | .6    | 4.4   |
| 2003./04. | Boston    | 82         | 73        | 29.3 | .566 | .000 | .719      | 7.2   | .9     | 1.0       | 1.3   | 10.3  |
| 2004./05. | Boston    | 82         | 57        | 26.0 | .529 | .000 | .713      | 4.8   | 1.6    | .4        | .8    | 9.4   |
| 2005./06. | Boston    | 39         | 25        | 27.8 | .511 | .000 | .764      | 4.2   | 1.7    | .4        | .9    | 12.4  |
| 2005./06. | Minnesota | 42         | 30        | 27.5 | .506 | .000 | .747      | 4.8   | .8     | .6        | .9    | 10.2  |
| 2006./07. | Minnesota | 82         | 81        | 31.0 | .509 | .290 | .754      | 6.2   | .8     | .5        | .7    | 12.3  |
| 2007./08. | Miami     | 69         | 46        | 22.3 | .462 | .386 | .638      | 3.8   | .6     | .5        | .5    | 8.4   |
| 2008./09. | Miami     | 20         | 0         | 10.4 | .385 | .407 | .615      | 2.1   | .2     | .1        | .3    | 4.0   |
| Ukupno    |           | 605        | 393       | 23.1 | .504 | .359 | .723      | 4.6   | .8     | .5        | .8    | 8.2   |

### Doigravanje
| Godina    | Klub   | Odig. uta. | Uta. poč. | Min. | 2P%  | 3P%  | Sl. bac.% | Skok. | Asist. | Ukr. lop. | Blok. | Poena |
| --------- | ------ | ---------- | --------- | ---- | ---- | ---- | --------- | ----- | ------ | --------- | ----- | ----- |
| 2001./02. | Boston | 4          | 0         | 9.8  | .500 | .000 | 1.000     | 1.8   | .3     | .5        | .5    | 1.5   |
| 2002./03. | Boston | 10         | 0         | 14.4 | .545 | .000 | .700      | 3.6   | .2     | 1.1       | .8    | 3.1   |
| 2003./04. | Boston | 4          | 4         | 36.3 | .486 | .000 | .737      | 9.3   | 1.0    | 1.5       | 2.0   | 12.0  |
| 2004./05. | Boston | 4          | 0         | 10.8 | .286 | .000 | .000      | 1.5   | .3     | .0        | .0    | 2.0   |
| Ukupno    |        | 22         | 4         | 16.9 | .467 | .000 | .697      | 3.9   | .4     | .9        | .8    | 4.2   |

## Vanjske poveznice
- Profil na NBA.com
- Profil na Basketball-Reference.com